# Règlement de comptes à Abilene Town
Pour plus de détails, voir Fiche technique et Distribution.
Règlement de comptes à Abilene Town (Abilene Town) est un western américain réalisé par Edwin L. Marin, sorti en 1946.

## Synopsis
Quelques années après la fin de la Guerre de Sécession, à Abilene (Kansas), terme de la piste qui amène le bétail du Texas, l'affrontement couve entre les fermiers qui arrivent pour s'installer et les convoyeurs de troupeaux que ces nouveaux venus gênent. Le marshal de la ville, Dan Mitchell, tente de restaurer l'ordre, alors que le shérif du comté, Bravo Trimble, un poltron, préfère éviter les ennuis en laissant les mains libres aux éleveurs qui tiennent la ville, en collusion avec Charlie Fair, le propriétaire du saloon. Les cow-boys de « Cap » Ryker mettent le feu au campement des colons. Par ailleurs, Dan est amoureux de Rita, chanteuse et danseuse peu vêtue du saloon. Le chef d'un nouveau convoi de colons, Henry Dreiser, qui fait installer une clôture de barbelés au milieu de la piste du bétail. 
Il tombe sous le charme de la fille du general merchandiser Ed Balder, Sherry, qui était pourtant amoureuse de Dan. Balder fait ses comptes : les familles de fermiers rapporteront plus à son commerce que les convoyeurs de bétail. Cap Ryker fait foncer ses bêtes sur les clôtures et le campement, tuant plusieurs fermiers. Dan instaure un couvre-feu, mais laisse Cap mettre à sac le tripot de Charlie Fair (« il fait très bien son travail », dit-il), avant de l'arrêter, puis de l'abattre lorsqu'il se retourne contre lui. Face à Dan, aux fermiers et aux habitants d'Abilène, les cow-boys doivent quitter la ville. Sherry peut épouser Henry, et Dan passer un tablier de cuisine à Rita. 
La famille et l'ordre triomphent au son de Glory hallelujah.

## Fiche technique
- Titre : Règlement de comptes à Abilene Town
- Titre original : Abilene Town
- Réalisateur : Edwin L. Marin
- Scénario : Harold Shumate (en), d'après le roman Trail Town d'Ernest Haycox
- Musique : Gerard Carbonara, Al Glasser, Charles Koff, James Mayfield et Max Terr
- Directeur de la photographie : Archie J. Stout
- Directeur artistique : Duncan Cramer (en)
- Costumes d'Ann Dvorak et Rhonda Fleming : Peter Tuesday
- Montage (supervisé par Otho Lovering) : Richard Heermance (en)
- Producteurs : Jules Levey (en) et Herbert J. Biberman (associé), pour la Guild Productions Inc.
- Distributeur : United Artists
- Genre : western
- Format : noir et blanc
- Durée : 89 minutes
- Date de sortie :
  - États-Unis : 11 janvier 1946

## Distribution

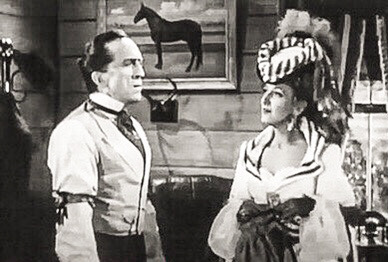
Richard Hale et Ann Dvorak dans une scène du film.

- Randolph Scott : le marshal Dan Mitchell
- Ann Dvorak : Rita
- Edgar Buchanan : le shérif « Bravo » Trimble
- Rhonda Fleming : Sherry Balder
- Lloyd Bridges : Henry Dreiser
- Helen Boyce (en) :  Big Annie
- Howard Freeman :  Ed Balder
- Richard Hale : Charlie Fair
- Jack Lambert :  Jet Younger
- Hank Patterson :  Doug Neil
- Dick Curtis (en) :  « Cap » Ryker
- Earl Schenck (en) : George Hazelhurst
- Eddy Waller : Hannaberry

Acteurs non crédités :
- Walter Baldwin : le conducteur du train
- Chubby Johnson : un propriétaire

## Galerie photos

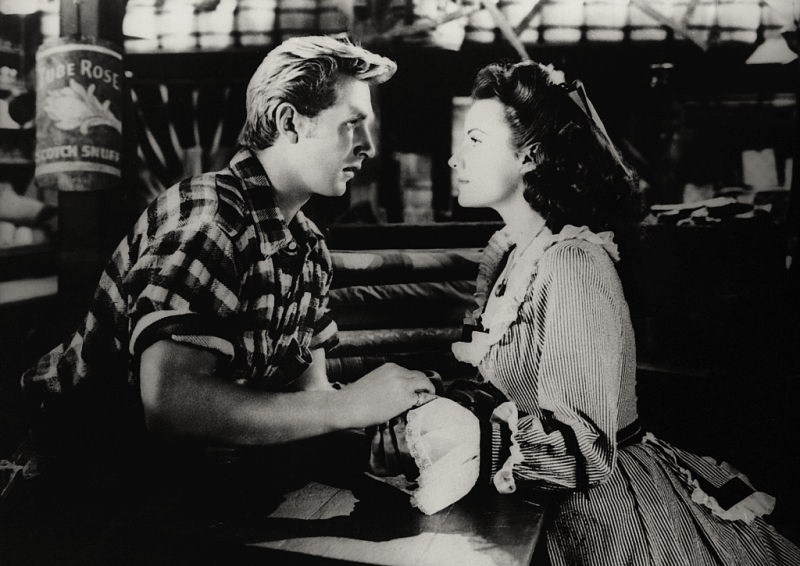
Lloyd Bridges et Rhonda Fleming
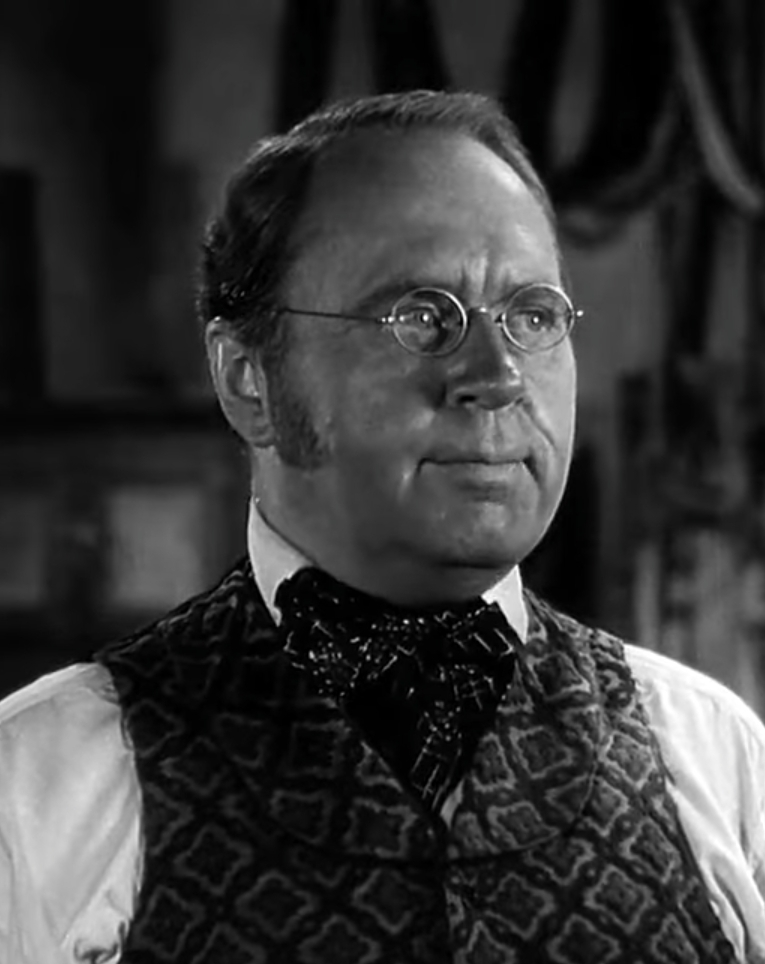
Howard Freeman
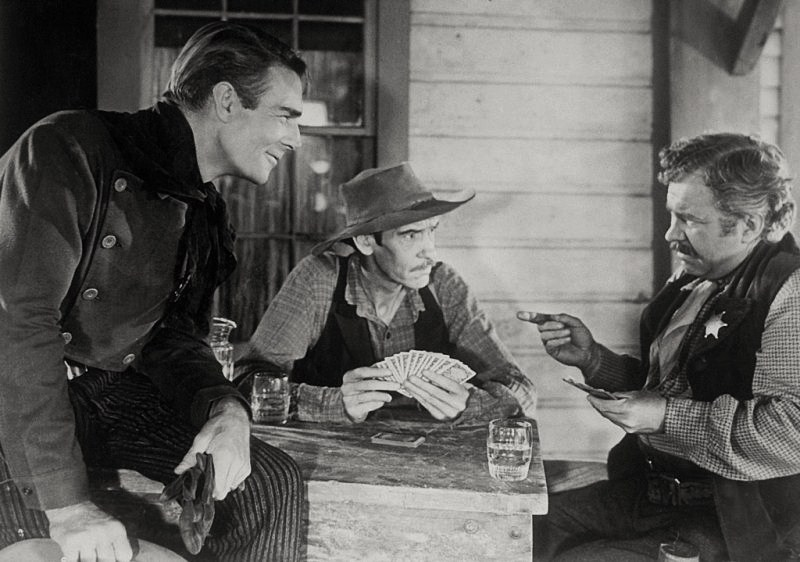
Randolph Scott, Richard Hale et Edgar Buchanan
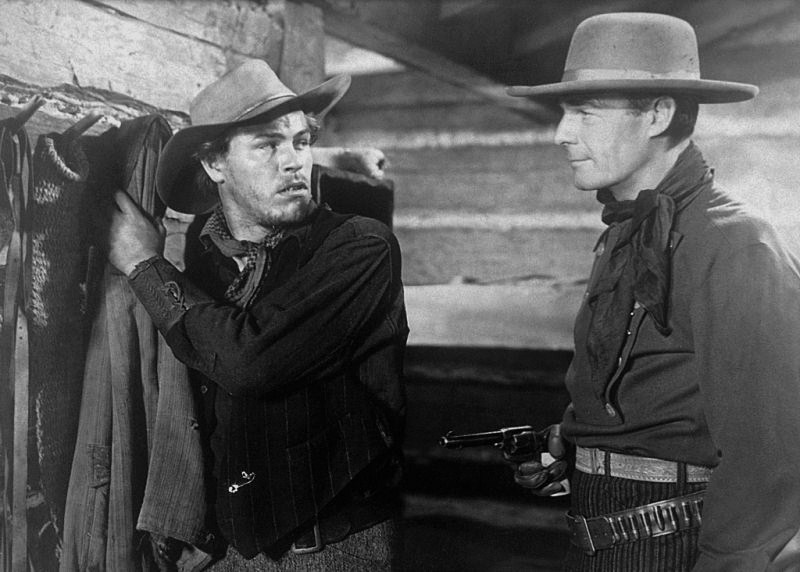
Jack Lambert et Randolph Scott
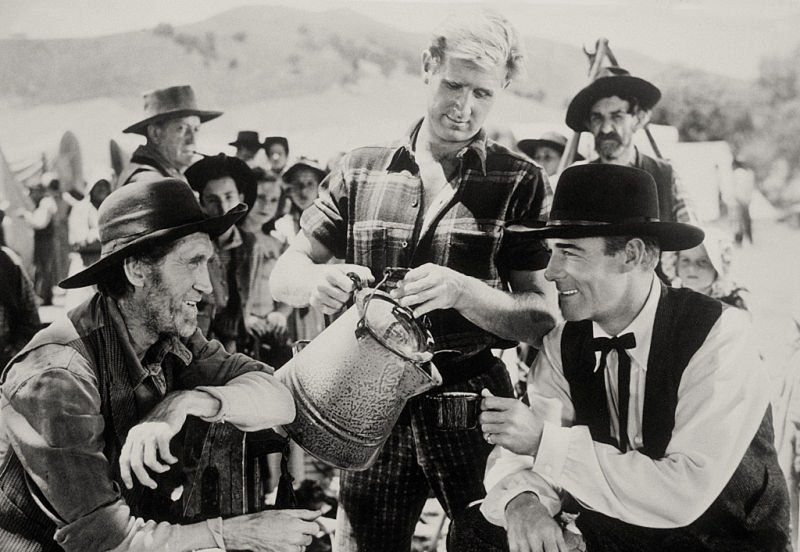
Hank Patterson, Lloyd Bridges et Randolph Scott